# Strethall
Strethall – wieś w Anglii, w hrabstwie Essex, w dystrykcie Uttlesford. Leży 40 km na północny zachód od miasta Chelmsford i 62 km na północ od Londynu.